# Климатична фантастика
Климатичната фантастика е поджанр на научната фантастика, основаващ се на възможни теории или на вече съществуващи технологични или научни достижения на човечеството.
За разлика от класическата научна фантастика действията в книгите от жанра климатична фантастика не се случват в космоса или в паралелни светове, а тук на Земята. Oписват актуални екологични проблеми на нашата планета, които е възможно в бъдеще да са причина за унищожителни екологични катаклизми, породени от глобалното затопляне, замърсяване от производство, изсичането на горите, замърсяване на атмосферата и водоемите.
В книгите от този жанр се повдигат въпроси за абсолютната свобода на човечеството пред природата. Авторите създават различни светове и разработват различни истории. Всички обаче са провокирани от един и същ ключов въпрос: „Какво ни очаква в бъдещето, ако не спрем да живеем така, както живеем сега?“